# Samir Khalil Samir
Compléments
Samir Khalil est le fondateur du centre de recherches arabes-chrétiennes (Beyrouth)
Samir Khalil Samir, né Samir Khalil Kosseim le 10 janvier 1938 au Caire en Égypte, est un prêtre catholique jésuite égyptien, islamologue, orientaliste et théologien catholique. Professeur à l’Institut pontifical oriental de Rome, au Centre Sèvres (Paris) et à l'université Saint-Joseph de Beyrouth au Liban. Il est professeur invité dans de nombreuses institutions académiques d'Europe et des États-Unis.
Samir est l'auteur de plus de 80 ouvrages et de plus de 1500 articles, dans les domaines suivants: le patrimoine arabe chrétien, l'Orient chrétien, l'islam et l'intégration des musulmans en Europe, ainsi que les relations entre chrétiens et musulmans.
Il est fondateur de 2 collections, coéditeur de Coptic Encyclopedia et codirecteur de la revue Parole de l'Orient. Il fait partie du comité éditorial de plusieurs publications, et conseille plusieurs responsables d'Église et politiciens en Europe et au Proche-Orient. Il commente régulièrement les événements importants du Moyen-Orient et du monde musulman, dans la revue en ligne AsiaNews, qui paraît en italien, anglais, chinois et espagnol.

## Biographie
Samir Khalil Samir sj, né Samir Khalil Kosseim le 10 janvier 1938 au Caire (Égypte) de Khalil Geryes Kosseim et Gabrielle Henri Boulad. Il a deux frères, Alex Kosseim aux États-Unis et Rafic Kosseim au Canada.
Il entre dans la Compagnie de Jésus le 26 octobre 1955 à Aix-en-Provence (France). Après les deux années de formation spirituelle au noviciat, il poursuit des études de littérature (à Laval en Mayenne), de philosophie (3 ans, à Vals-près-le-Puy), d'islamologie (3 ans à Aix-en-Provence), de théologie (3 ans à Fourvière-Lyon et 1 an aux Pays-Bas) et de christianité dans le monde arabe. Il se spécialise en islamologie et en études arabes chrétiennes, avec un doctorat sur le philosophe arabe chrétien Abū Zakariyyā Yaḥyā Ibn ‘Adī al-Takrītī (893-974).
Ordonné prêtre (de rite copte) le 6 juillet 1968 à Lyon (France), il s’établit au Caire. Il ouvre 20 écoles pour enfants défavorisés. En 1968, il ouvre au Caire un Centre de recherches arabes chrétiennes, rassemblant livres anciens et manuscrits arabes chrétiens. Le centre, détruit par un incendie accidentel en 1971, est rouvert en 1974.
En 1975, Samir est nommé professeur à l'Institut pontifical oriental (Rome) où il enseigne pendant 39 ans. La fréquentation des riches bibliothèques d'Europe lui permet de constituer un important fonds de manuscrits arabes d'auteurs chrétiens (environ 3 500) sous forme de microfilms.
En octobre 1986, il est transféré au Liban où il enseigne la théologie catholique et l'islam à l'université Saint-Joseph de Beyrouth, à l’université de Kaslik et à l’université orthodoxe de Balamand. La même année, il crée l'institut de recherche Centre de documentation et de recherches arabes chrétiennes (CEDRAC), qui recueille la documentation sur l'héritage arabe chrétien du Proche-Orient.
En 1992, après 6 ans d’enseignement au Séminaire copte de Maadi (Égypte), il retourne à Rome à l’Institut pontifical oriental où il dirige de nombreuses thèses dans le domaine arabo-chrétien.
En octobre 2018, Samir retourne en Égypte, et continue le travail qu’il a commencé 50 ans plus tôt, au Centre de recherches arabes chrétiennes, au Caire.

## Écrits
- Une correspondance islamo-chrétienne entre Ibn Al-Munaggim, Hunain Ibn Ishaq et Qusta Ibn Lûqa, par Samir Khalil Samir et Paul Nwyia) dans la Patrologia Orientalis, t. 40, fasc. 4, no 185, 1981.
- (en) Christian Arabic Apologetics during the Abbasid Period (750-1258), sous la direction de Samir Khalil Samir et Jørgen S. Nielsen, éd. E.J. Brill, Leyde, 1993.
- « Rôle culturel des chrétiens dans le monde arabe », Cahiers de l'Orient chrétien, no 1, CEDRAC, Beyrouth, 2003, 60 pages.
- Les raisons de ne pas craindre l'islam - Entretiens avec Giorgio Paolucci et Camille Eid, éd. Presses de la Renaissance, 2007. Cet ouvrage est la traduction de l'original italien Cento domande sull'Islam, qui a été traduit en polonais, espagnol, anglais, français, allemand et néerlandais. Le titre français est de l'éditeur, malgré l'opposition de l'auteur.
- Islam en Occident : les enjeux de la cohabitation, éd. Saint-Augustin, Saint-Maurice (Suisse), 2009.
- Une centaine d'articles à l'Encyclopédie copte.

## Prix
- Alexander von Humboldt Forschungspreis, 2005
- Vétéran de la culture au Liban et dans le monde arabe, 2007